# امانگاه پرندگان نورمن
پناهگاه پرندگان نورمن ۳۲۵-جریب-فرنگی (۱٫۳۲-کیلومتر-مربع) امانگاه پرندگان، ذخیره‌گاه طبیعی، مرکز آموزش محیط زیست و موزه در ۵۸۳ سومین جاده ساحلی در میدل‌تاون، رود آیلند مشرف به اقیانوس اطلس است.
در سال ۱۹۴۹، امانگاه پرندگان نورمن از طریق وصیتنامه Mabel Norman Cerio بنیان‌گذاری شد. امانگاه شامل بزرگ‌ترین منطقه فضای باز حفاظت‌شده در شهرستان نیوپورت است. ۳۲۵ هکتار و ۷ مایل مسیرهای پیاده‌روی وجود دارد. امانگاه شامل کشتزارهای یونجه، جنگل‌ها و پشته‌های مشرف به اقیانوس و برکه‌ها است. سنگ معلق، یک مکان برجسته محلی، در داخل امانگاه مشرف به اقیانوس واقع شده است. همچنین مرکز بازدیدکنندگان و فروشگاه هدیه و موزه انبار سدهٔ نوزدهمی با نمایش‌هایی دربارهٔ حیات وحش برای کودکان و بزرگسالان وجود دارد.